# NGC 177
NGC 177 هي مجرة حلزونية متميزة مع حلقة هيكل على بعد حوالي 200 مليون سنة ضوئية في كوكبة قيطس، وقد تم اكتشافها في عام 1886 من قبل فرانك مولر.